# 알리보리주

알리보리주

알리보리주(프랑스어: Département de l' Alibori)는 베냉 최북단에 위치한 주이다. 주도는 칸디이며 면적은 25,683km2, 인구는 868,046명(2013년 기준)이다. 서쪽으로는 아타코라주, 남쪽으로는 보르구주와 접하며 동쪽으로는 나이지리아, 북쪽으로는 니제르, 북서쪽으로는 부르키나파소와 국경을 맞대고 있다.
베냉에서 면적이 가장 넓은 주이며 1999년 보르구주에서 분리되어 신설되었다. 6개 지방 자치체(바니코아라, 고구누, 칸디, 카리마마, 말랑빌, 세그바나)를 관할한다.